# Moçambique i olympiska sommarspelen 1992
Moçambique deltog i de olympiska sommarspelen 1992 med en trupp, men ingen av landets deltagare erövrade någon medalj.

## Friidrott
Damernas 800 meter
- Maria de Lurdes Mutola
  - Heat — 2:00,83
  - Semifinal — 1:58,16
  - Final — 1:57,49 (→ 5:e plats)